# Amerlinggymnasium

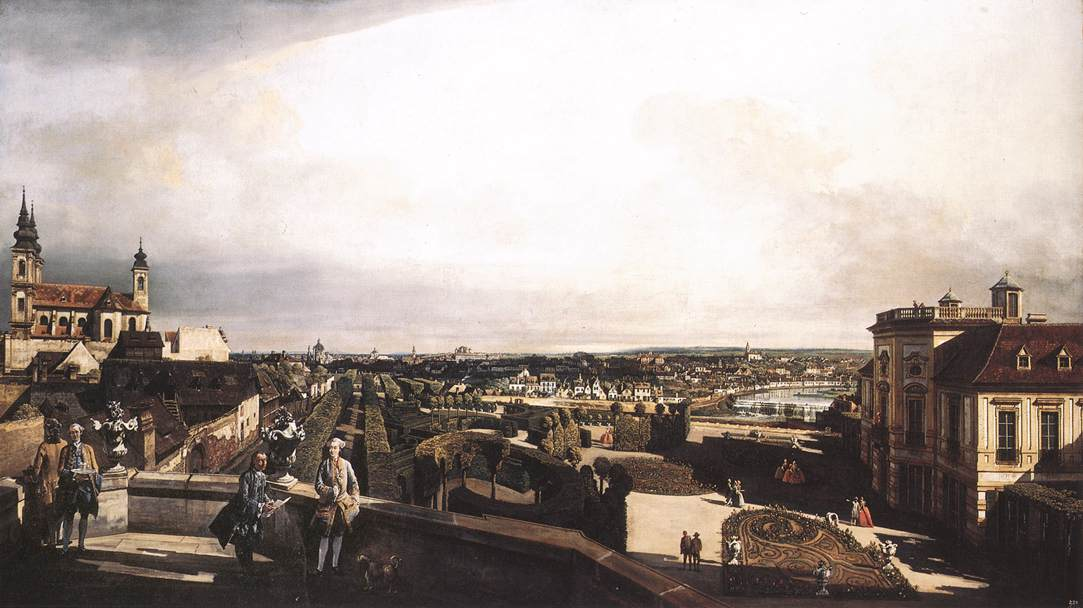
Panorama mit Palais Kaunitz (Ostfassade) und Mariahilfer Kirche (links). Im Vordergrund Graf Wenzel Kaunitz auf der Terrasse eines Nebengebäudes. Bernardo Bellotto genannt Canaletto, 1758–1760, Szépművészeti Múzeum Budapest

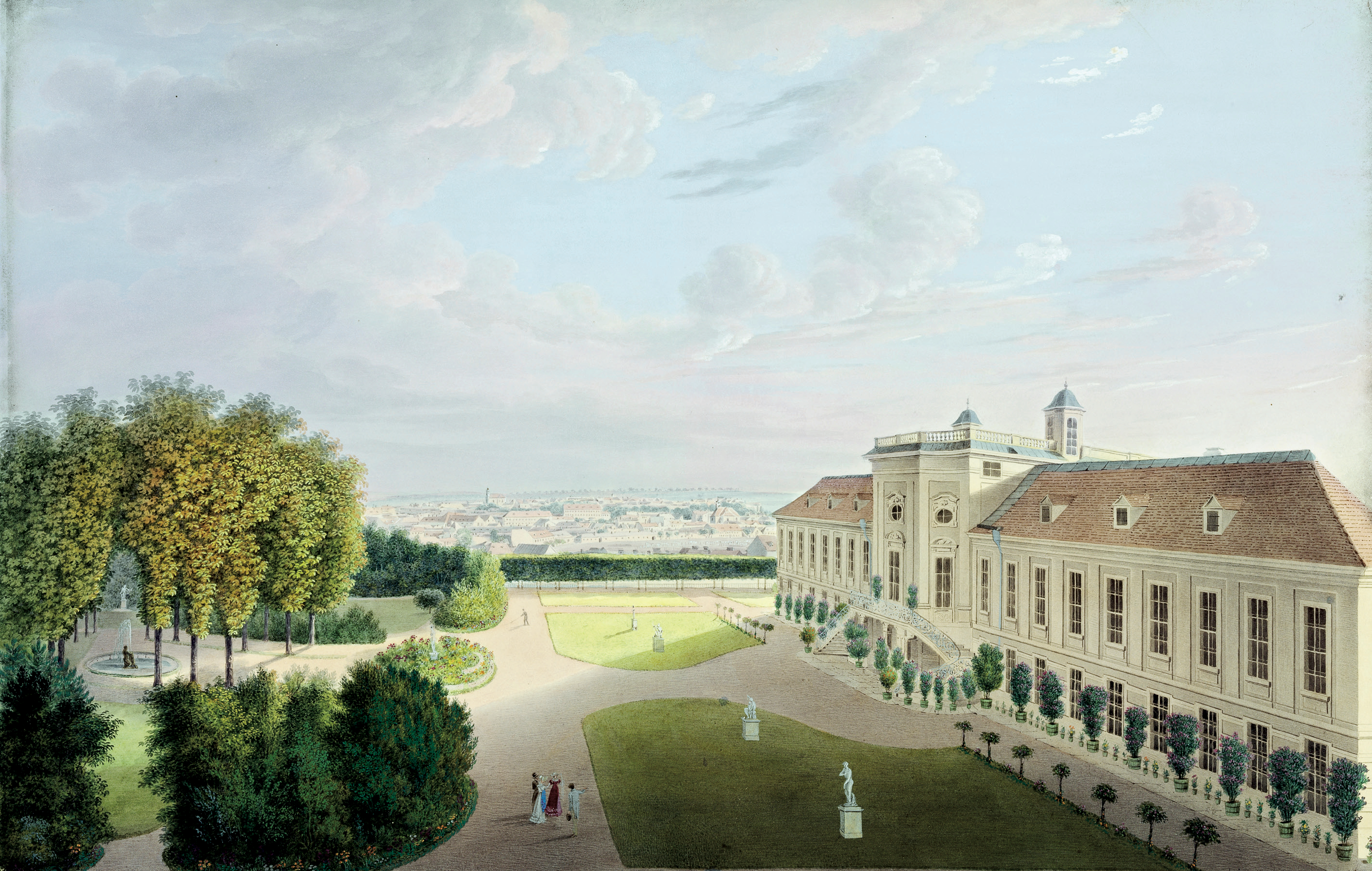
Palais Kaunitz-Esterházy, Gartenfassade, Blick Richtung Wienfluss, Eduard Gurk, 1822, Szépművészeti Múzeum Budapest

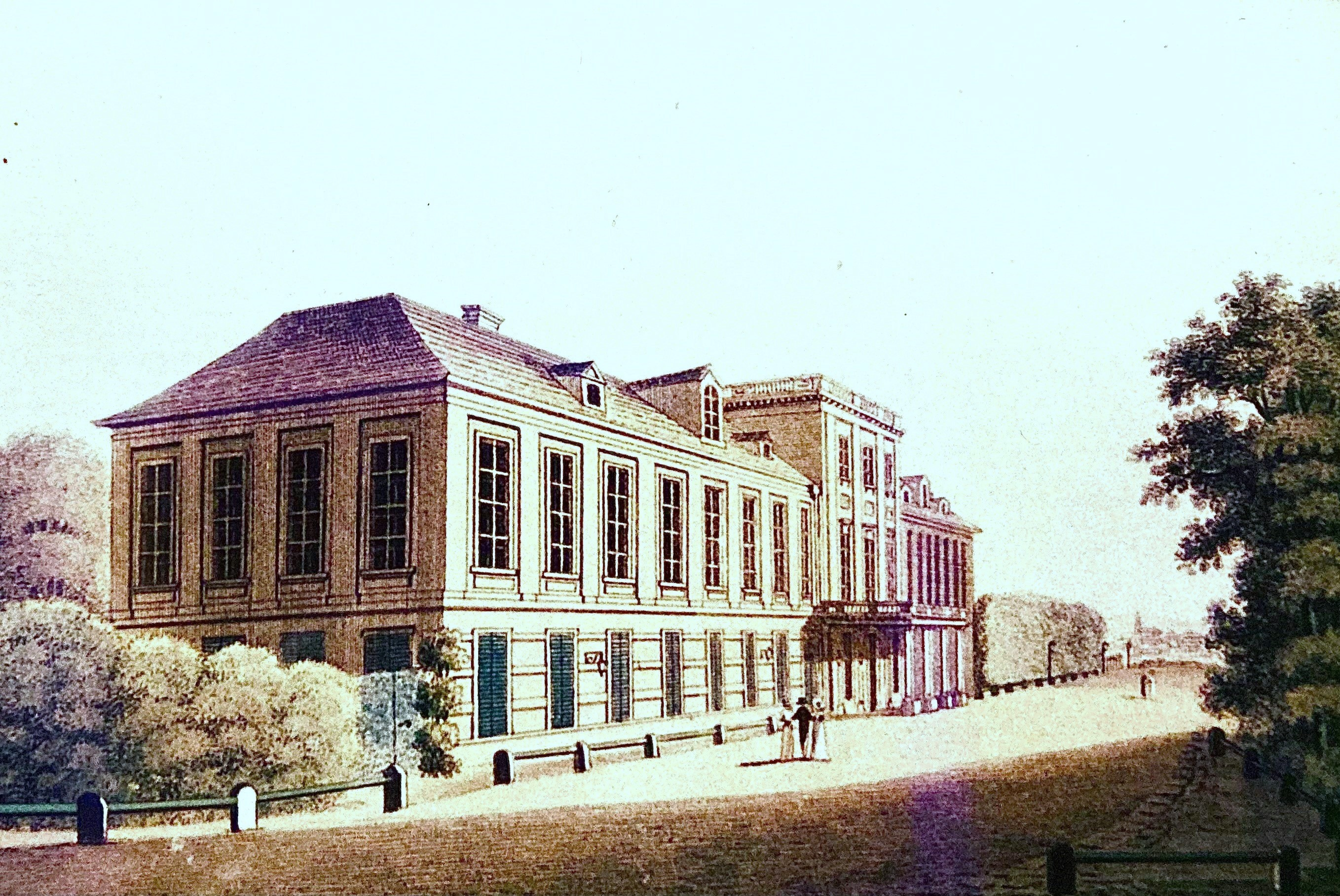
Palais Kaunitz-Esterházy, Westfassade mit Portikus und Balkon, Joseph Zutz, Lithographie um 1830

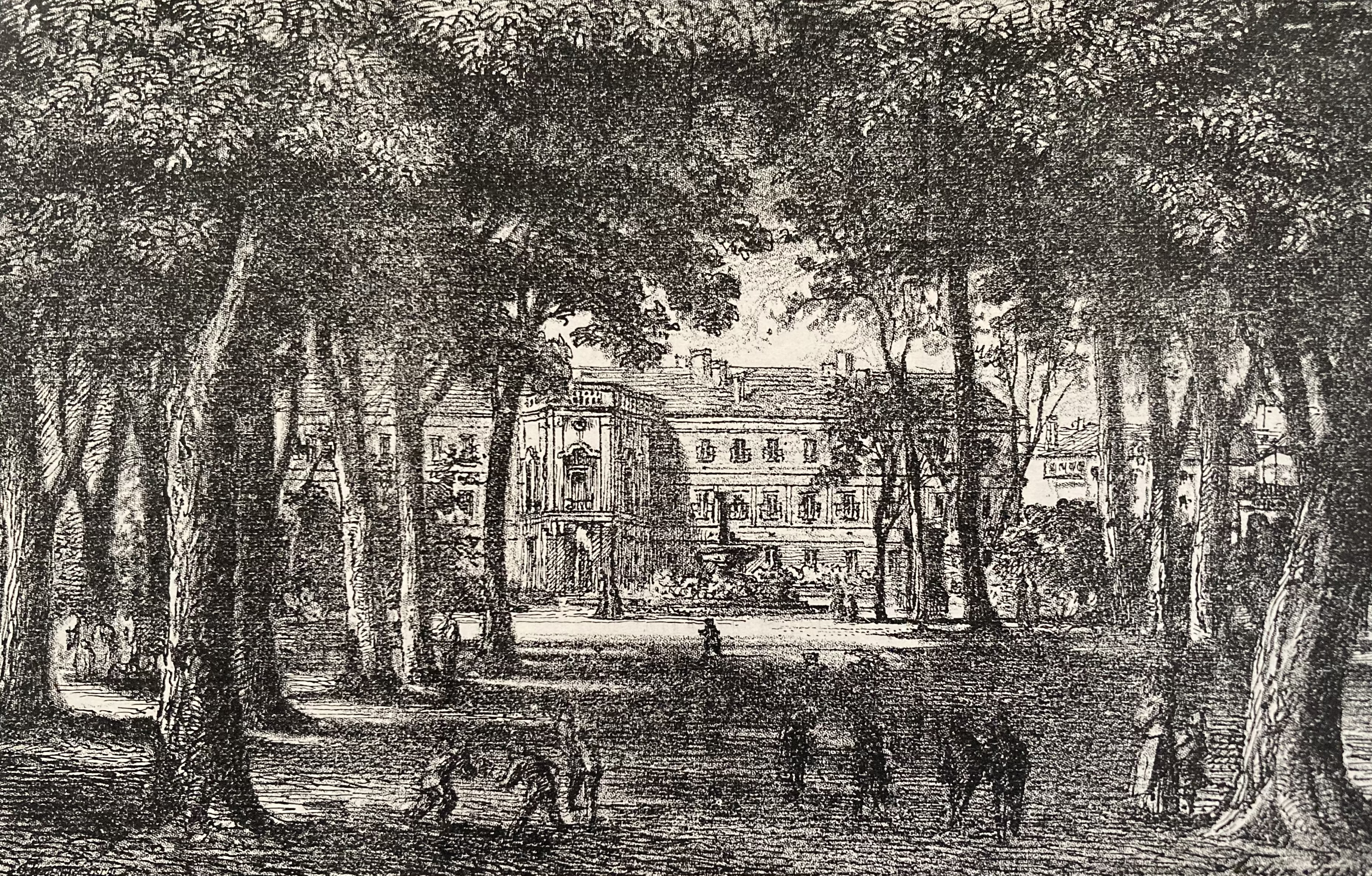
Blick vom Esterházypark zur Ostfassade des Mariahilfer Gymnasiums (ehemals Palais Kaunitz-Esterházy), Anton Peisker, Lithographie 1880

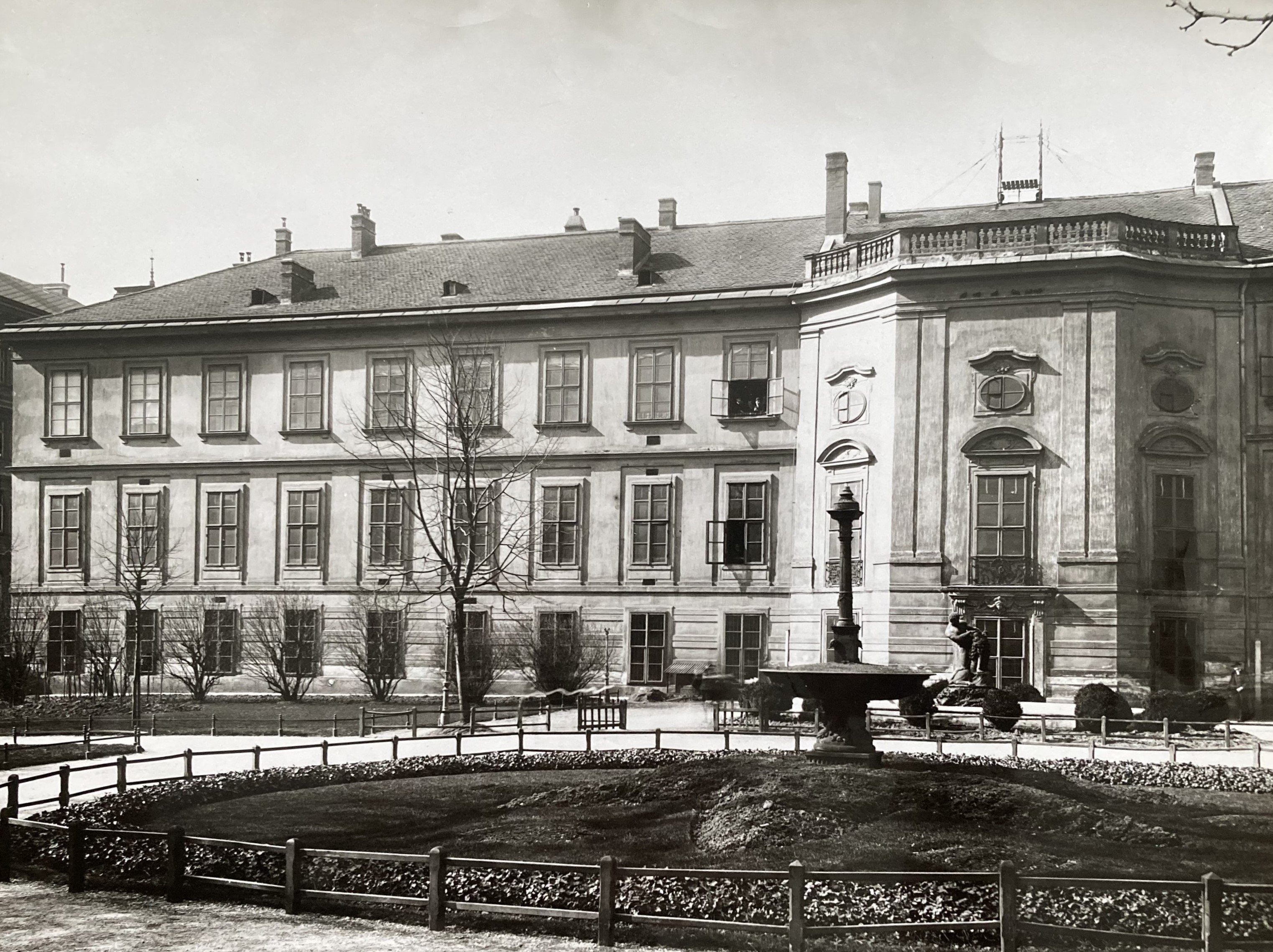
Das alte Gebäude des Amerlinggymnasiums (ehemals Palais Kaunitz-Esterházy) – Ostfassade, Foto: August Stauda, 1906

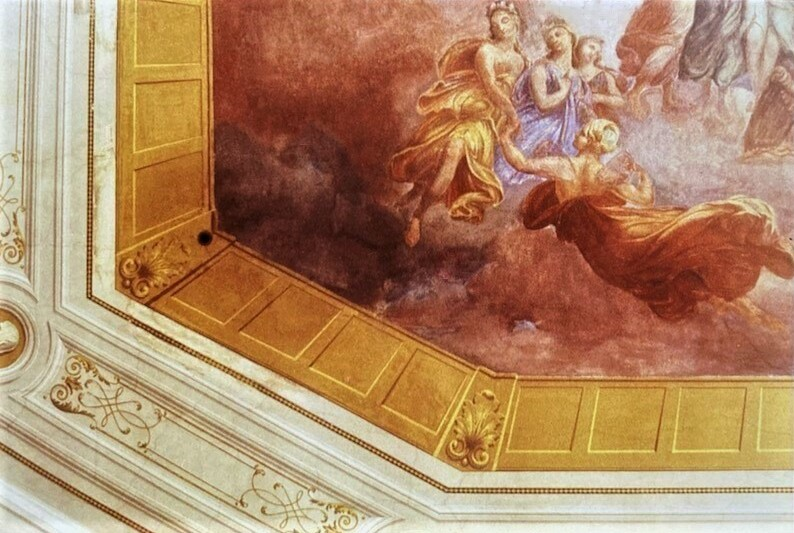
Die vier Horen, Ausschnitt aus dem Deckenfresko (mit Scheinarchitektur und Spiegel-Detail) Der Olymp, Antonio Marini 1820, Festsaal des einstigen Palais Esterházy, Wien/Mariahilf, (Foto: 1970)

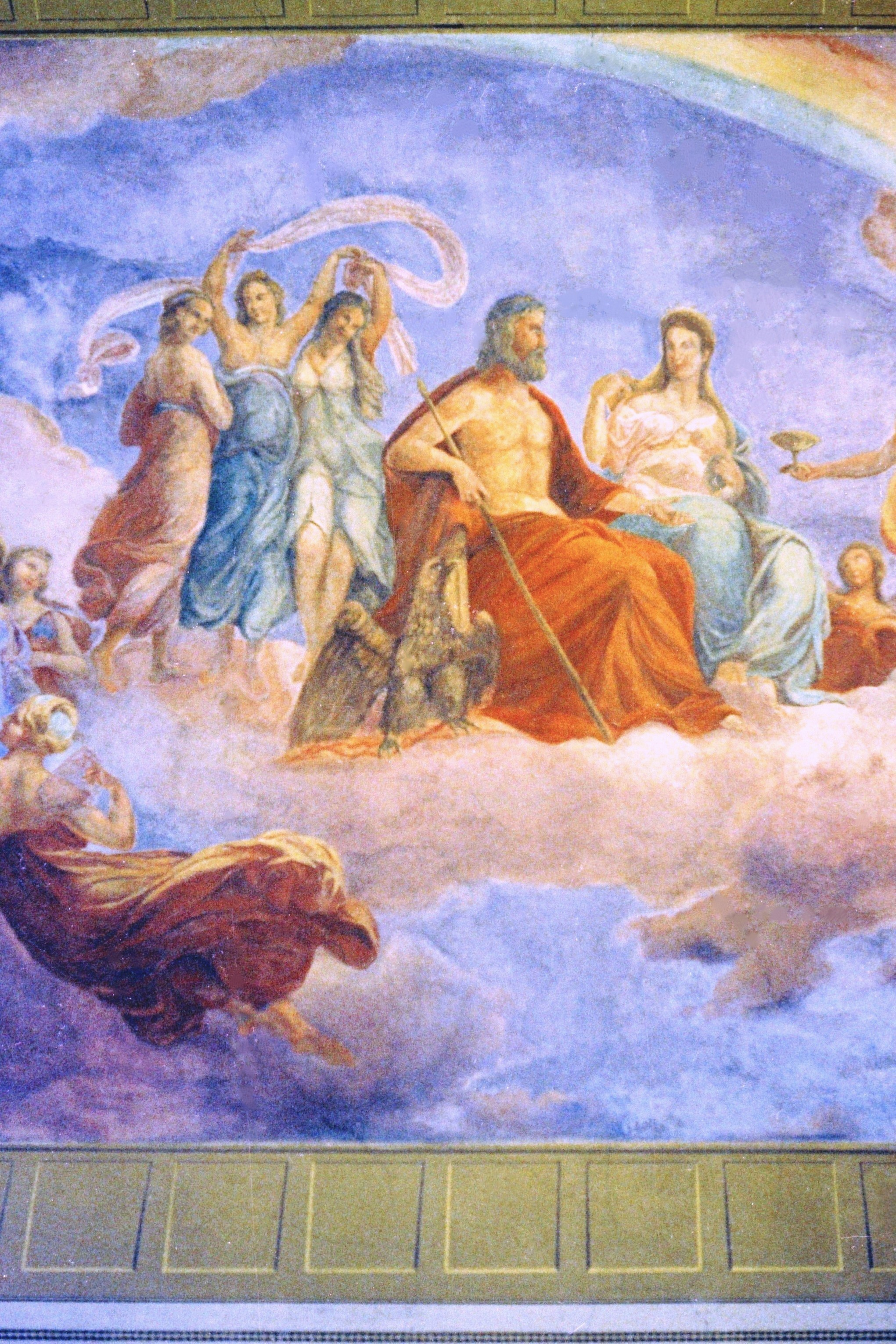
Drei Chariten, Zeus und Hera, zentraler Ausschnitt aus dem Deckenfresko Der Olymp, Antonio Marini 1820, (Foto: 1970)

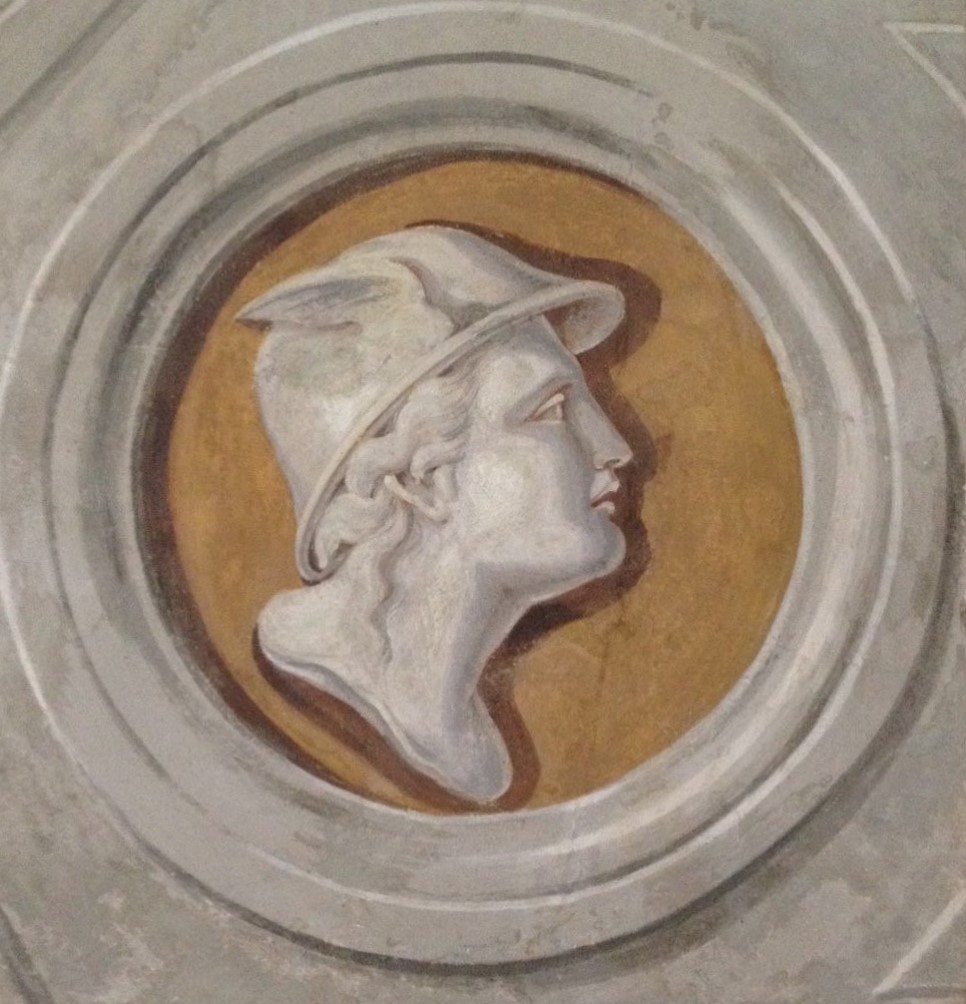
Hermes, ein äußeres Götterporträt aus dem „Spiegel“ des Deckenfreskos Der Olymp, Antonio Marini 1820 (Foto: 1970)

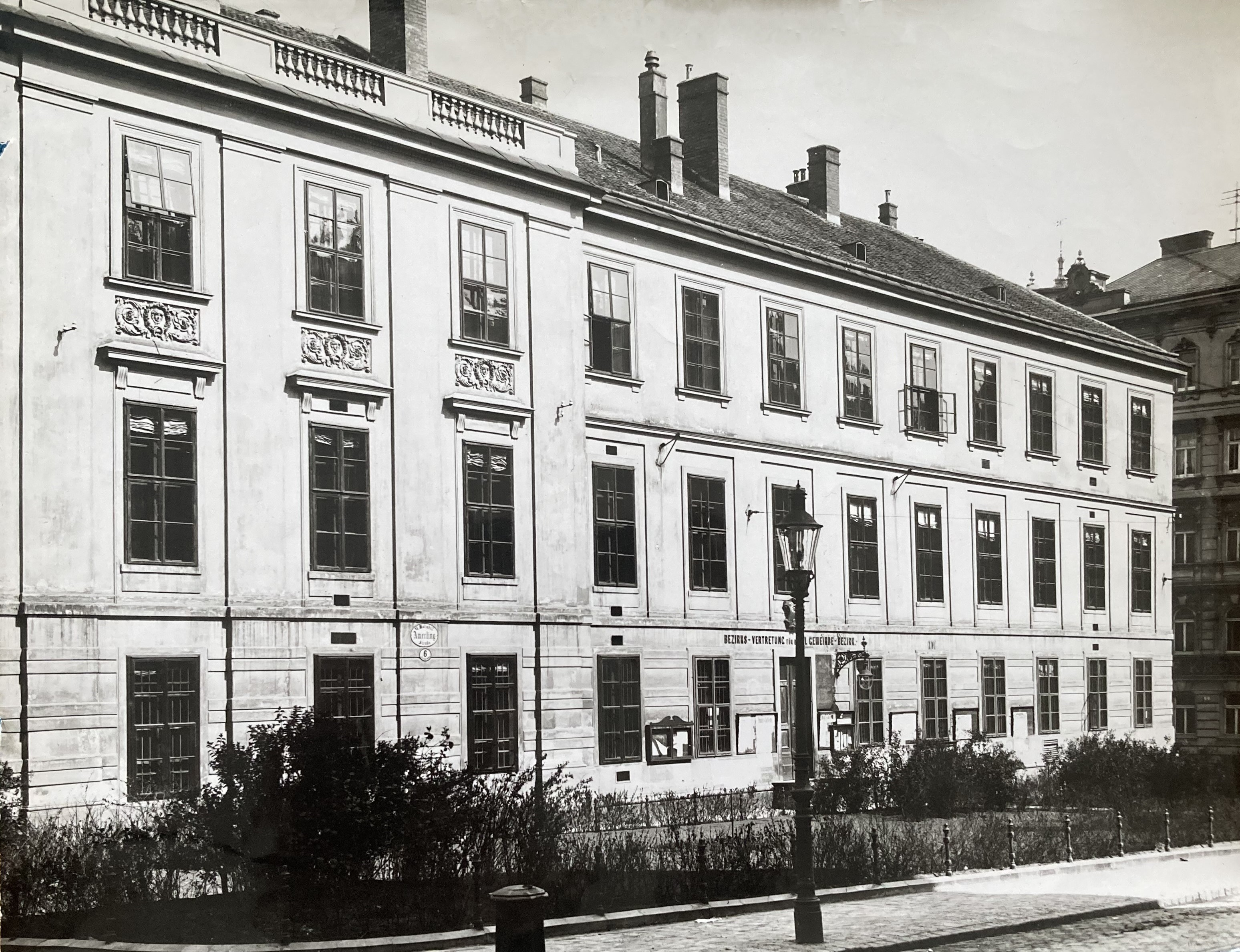
Das alte Gebäude des Amerlinggymnasiums (ehemals Palais Kaunitz-Esterházy) – Westfassade, Foto: August Stauda, 1906

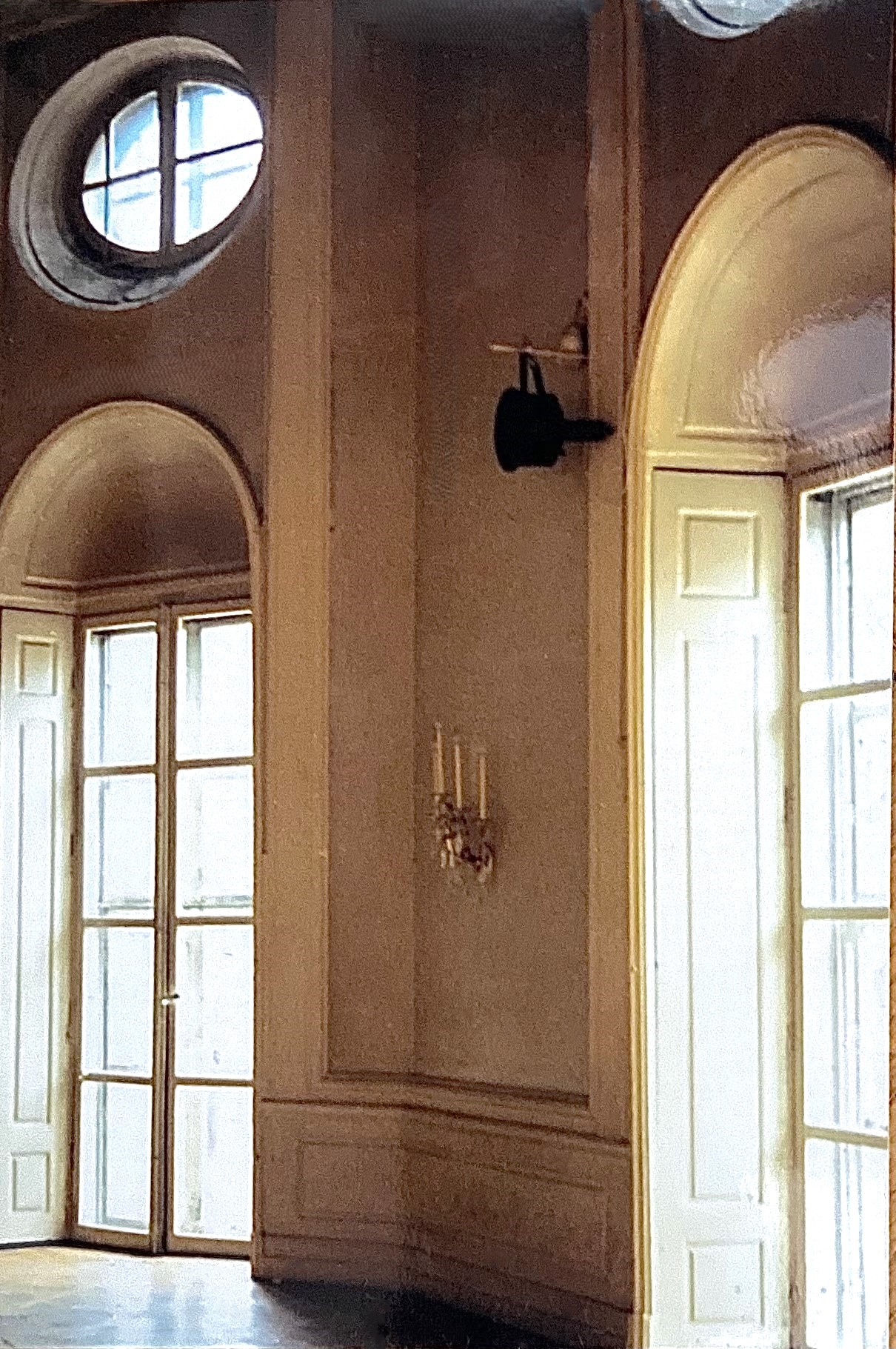
Gartenseitige barocke Türenfenster vom oktogonalen Festsaal des Mariahilfer Gymnasiums zum Esterházy-Park, Herbst 1970, kurz vor der Demolierung

Das Amerlinggymnasium (ehemals: Mariahilfer Gymnasium) ist ein Gymnasium im 6. Wiener Bezirk Mariahilf.

## Geschichte
Palais Albrechtsburg – Palais Kaunitz
Staatskanzler Wenzel Anton von Kaunitz-Rietberg (1711–1794) erwarb 1754 von Anna Rosina von Albrecht-Albrechtsburg das barocke, um 1695 als „Lustgebäude in der Art des Johann Bernhard Fischer von Erlach“ errichtete Palais Albrechtsburg, das er dem Zeitgeschmack entsprechend zum Palais Kaunitz umbauen und später auf 21 Fensterachsen zu einer prächtigen Residenz erweitern ließ. 
Palais Esterházy
Nach Kauf der Realität durch Fürst Nikolaus II. Esterházy de Galantha im Jahr 1814 und anschließender luxuriöser neuer Innenausstattung stand das Palais als dessen weltberühmte, öffentlich zugängliche Kunstgalerie mit über 600 Werken in Verwendung, während sich die Wohnräume des Fürsten im nördlichen Nebengebäude befanden. Krönung der Neuausstattung des schlossähnlichen Palais war das Deckenfresko im oktogonalen Festsaal "Der Olymp" von Antonio Marini (1788–1861), das der Fürst 1820 in Auftrag gegeben hatte.
Gymnasium Mariahilf
Kurz nach Gründung des Mariahilfer Communal-Gymnasiums im Jahr 1864 übersiedelte die Schule 1869 in das von der Gemeinde Wien 1868 von Nikolaus Esterházy – Graf zu Edelstetten erworbene, vormalige Adelspalais. Das Gebäude war zwischen 1868 und 1869 zu Schulzwecken durch den städtischen Oberingenieur Georg Haussmann nach Aufsetzen eines zweiten Stockwerks zu beiden Seiten des zweistöckigen Mittelrisalits, Entfernung der ostseitigen Freitreppe und des westseitigen Portikus sowie weiterer Umbauten aufwändig, nach dem neuesten Stand der Technik funktional adaptiert worden (Zentrale Warmluftheizanlage, System zur Frischluftzufuhr aus dem Esterházy-Park u. ä.) .
Auf der Wiener Weltausstellung 1873 wurde nicht nur das Gebäude in Plänen und Ansichten als exemplarisch moderner Schulbau präsentiert, sondern auch prominente anthropologische, zoologische und physikalische Sammlungsbestände des Gymnasiums (das sogar ein Münzkabinett besaß), die nach zeitgenössischer Darstellung „vergleichbaren universitären Sammlungen in keiner Weise nachstanden“, gezeigt. Diese hatte der erste Direktor der Schule, Dr. med. Benedikt Kopezky, angeschafft.
Mariahilfer Gymnasium – Lycée Français
Während der Besatzungszeit nach dem Zweiten Weltkrieg war im Hauptgeschoß des Gebäudes das Lycée Français de Vienne untergebracht. Im Jahr 1948 wurde im Park entlang der Ostfassade für das Lycée Français ein Sportplatz angelegt und dabei die letzte, aus dem späten 18. Jahrhundert verbliebene Brunnen-Plastikgruppe (Herakles besiegt den Nemeischen Löwen) vor dem Mittelrisalit des Mariahilfer Gymnasiums (ehemals Palais Kaunitz-Esterházy, siehe Mitte der Abbildung der Lithographie von Anton Peisker Blick vom Esterházypark zur Ostfassade), entfernt und in der Teichanlage des Burggartens wieder aufgestellt. Nach Auszug der französischen Schule wurden zwischen 1955 und 1960 unter der Direktion Friedrich Wotkes von der Bundesgebäudeverwaltung eine Reihe von Sanierungsarbeiten am und im Gebäude durchgeführt, wobei auch das Deckenfresko im barocken oktogonalen Festsaal von Antonio Marini, „Der Olymp“, (1820) vom Bundesdenkmalamt restauriert wurde. 1964 wurde in einer Reihe von Veranstaltungen das 100-jährige Bestehen des Gymnasiums gefeiert.
Demolierung
1967 wurde auf Betreiben der neuen Schulleitung und der Bundesgebäudeverwaltung eine Aufhebung des Denkmalschutzes durchgesetzt, worüber die Öffentlichkeit erst im Herbst 1970 beim Auszug des Schulbetriebes in ein „Übergangsgebäude“ in der Westbahnstraße erfuhr. Heftige Proteste in den Medien sowie von Seiten zahlreicher bekannter Persönlichkeiten aus Kunst und Kultur (Walter Koschatzky/Albertina, Renate Wagner-Rieger/Universität Wien, Otto Pächt/Universität Wien, Otto Niedermoser/Hochschule für angewandte Kunst Wien, Margarethe Poch-Kalous/Akademie der bildenden Künste Wien, Ernst Hiesmayr/Technische Hochschule, Wilhelm Mrazek/Museum für angewandte Kunst, Fritz Novotny, Erika Neubauer, Ernst Fuchs, Walter Schmögner, Alexander Jenner, Eberhard Wächter, Heinz Holecek – um nur einige zu nennen), konnten die Abbrucharbeiten nicht verhindern. So begannen am 1. Dezember 1970 die Abbrucharbeiten, um anstelle des historischen Gebäudes den Neubau des heutigen Schulgebäudes in der Amerlingstraße zu ermöglichen.
Rettung des Festsaal-Deckenfreskos
Abgesehen von nur wenigen Bauelementen (z. B. barocke, skulptierte Fenstergewände samt Bekrönung und Verdachung des gartenseitigen Mittelrisalits, die ins Depot des Bundesdenkmalamtes verbracht wurden, und die geplante Übernahme der drei reich ornamentierten steinernen Parapetfelder des westseitigen Mittelrisalits von der Österreichischen Galerie – die jedoch teils durch Absturz eines Parapets bei der Bergung und teils durch die Übernahme eines Parapets vom Mariahilfer Heimatmuseums nicht wie vorgesehen stattfand) konnte auf Betreiben des „Aktionskomitees zur Erhaltung des Palais Kaunitz-Esterházy“ (initiiert von Heinz P. Adamek) das Deckenfresko Der Olymp des Florentiner Malers Antonio Marini, das Fürst Nikolaus II. Esterházy de Galantha 1820 für den oktogonalen, neun Meter hohen Festsaal anfertigen hatte lassen, gerettet werden; zunächst in den Sieveringer Filmstudios zwischengelagert konnte das Fresko erst 1982 nach weiterer langer Lagerung in der Albertina – die letztlich erfolglos bestrebt gewesen war, im eigenen Haus einen geeigneten Raum zur Wiederanbringung desselben zu finden – von Professor Josef Fastl, der es auch abgenommen hatte, an der Decke des neu geschaffenen Auktionssaales des Kunstpalais Dorotheum, im vormaligen Palais Eskeles, ohne den es umgebenden „Spiegel“ mit zehn runden Götterporträts, wieder appliziert werden. Seit 1993 befindet sich im Palais Eskeles das Jüdische Museum der Stadt Wien (Jüdisches Museum Wien). Seither ist das Marini-Fresko durch Abhängung der Decke für die Öffentlichkeit verborgen.

## Galerie

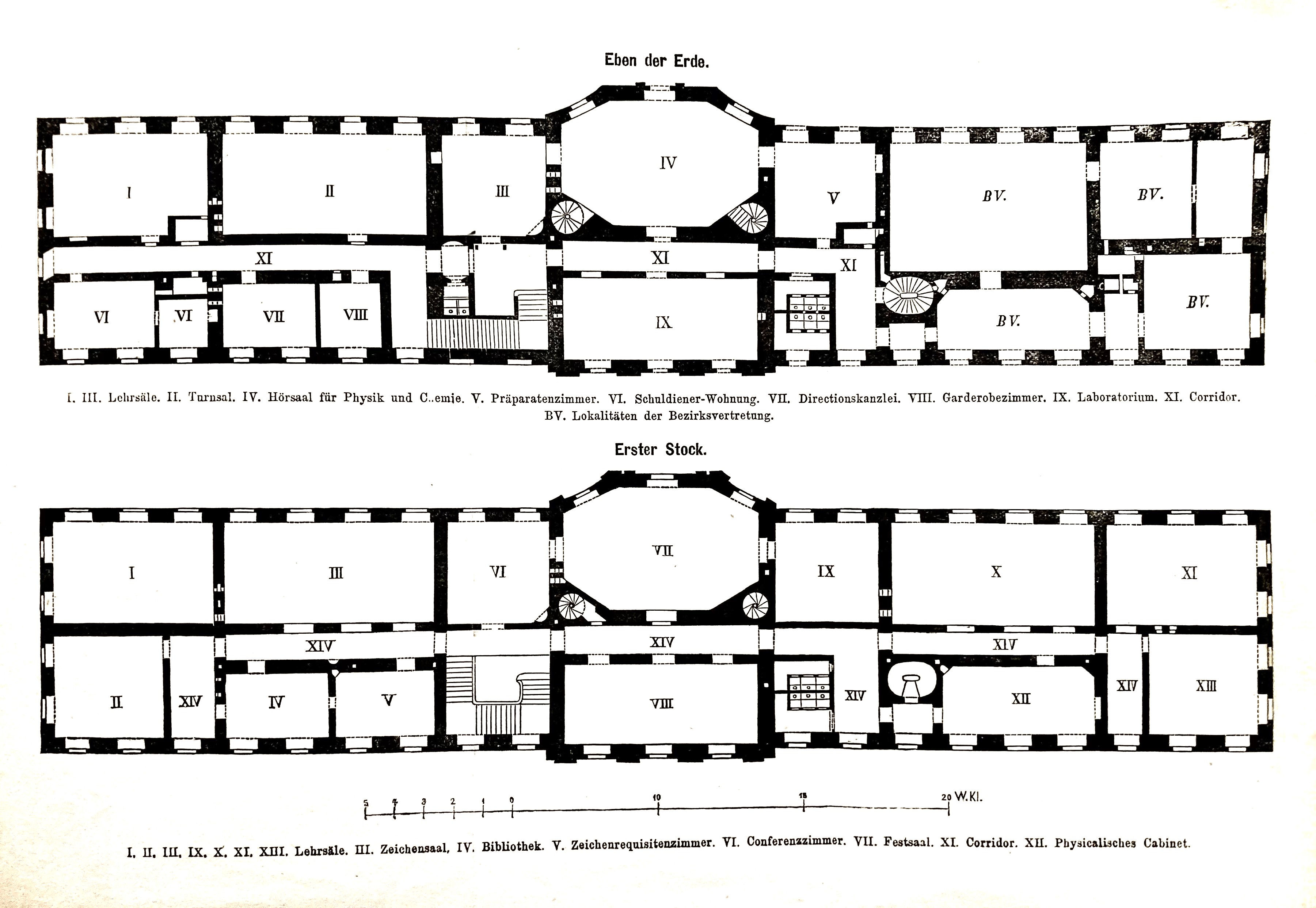
Grundrissplan von Erdgeschoss und dem ersten Stock des Gymnasiums mit Raumwidmungen im Jahr 1870
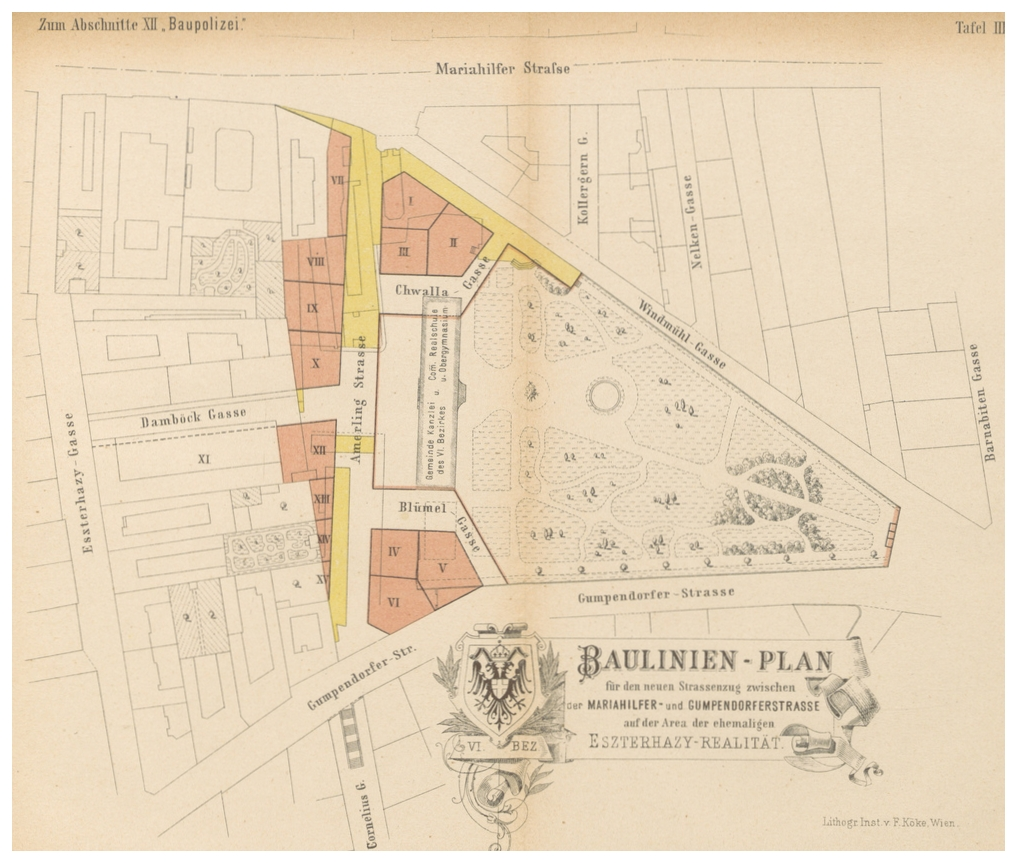
Baulinien-Plan der Esterházy-Realität in den Berichten der Wiener Stadtverwaltung, 1873, Plan 15
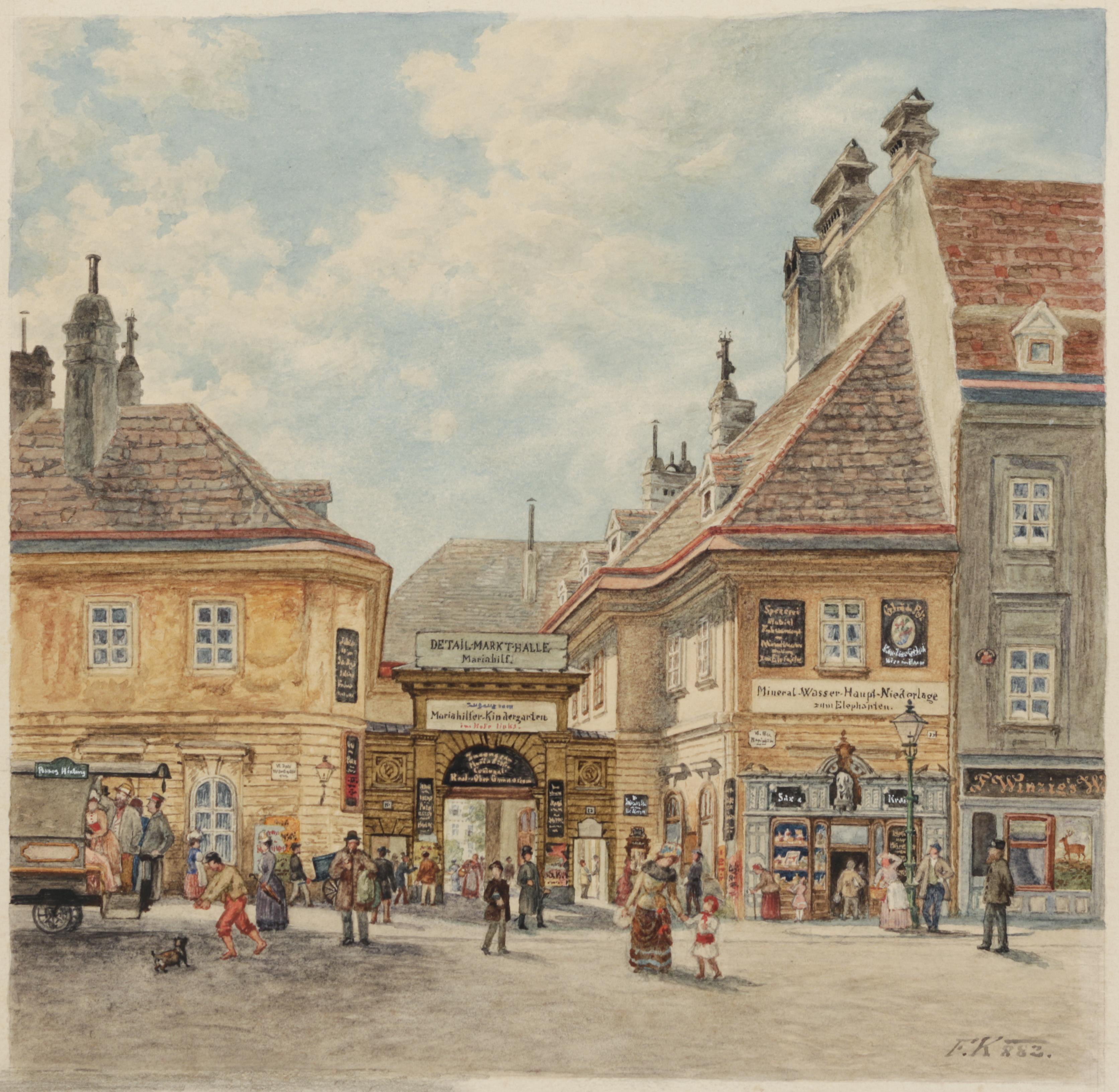
Durchgang zwischen ehemaligen Nebengebäuden des Palais Kaunitz-Esterházy in die heutige Amerlingstraße zum Mariahilfer Gymnasium, 1882, Mariahilferstraße
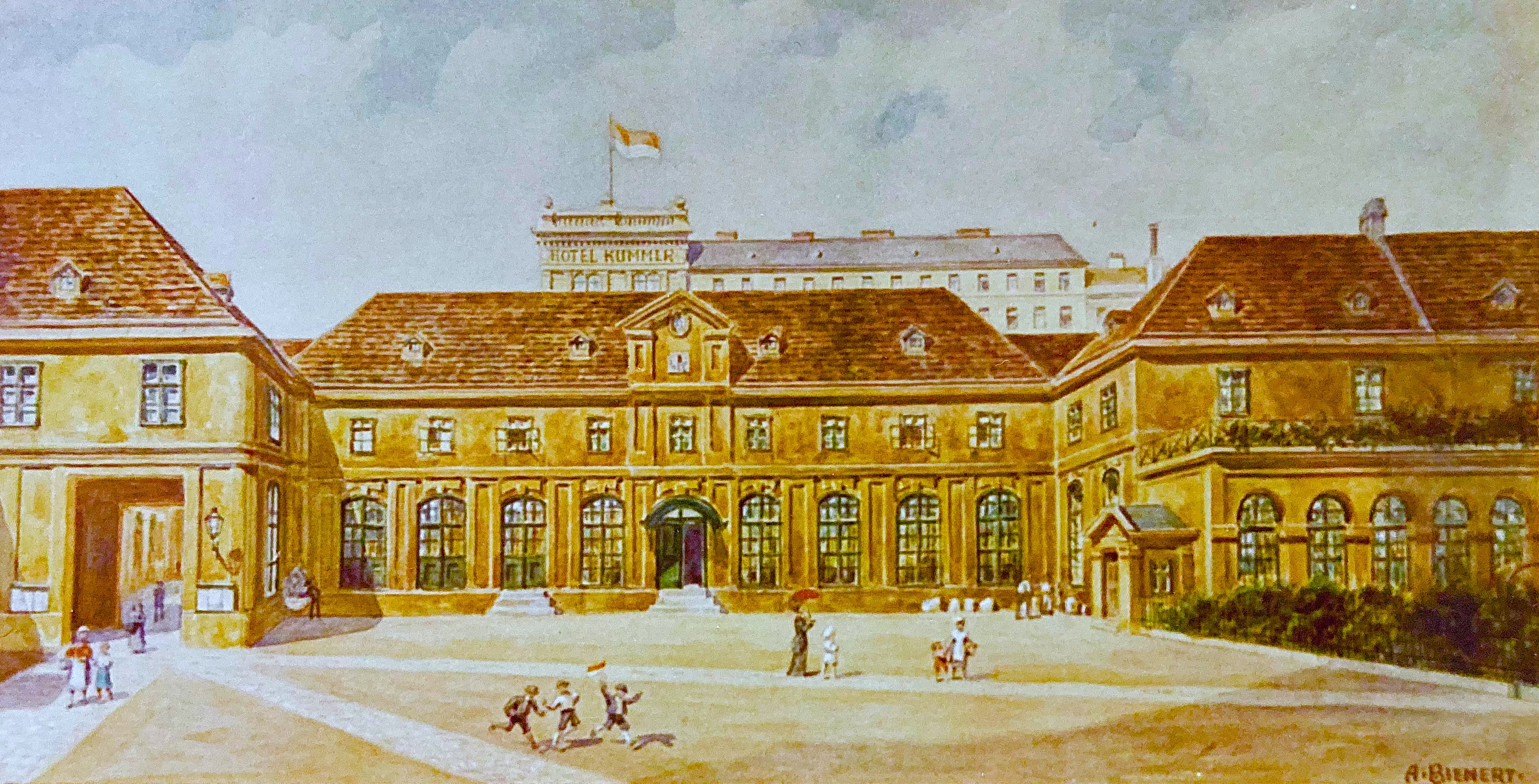
Nebengebbäude der vormaligen Esterházy-Realität, vom Süden her gesehen, links der Durchgang zur Mariahilferstraße 73, um 1880
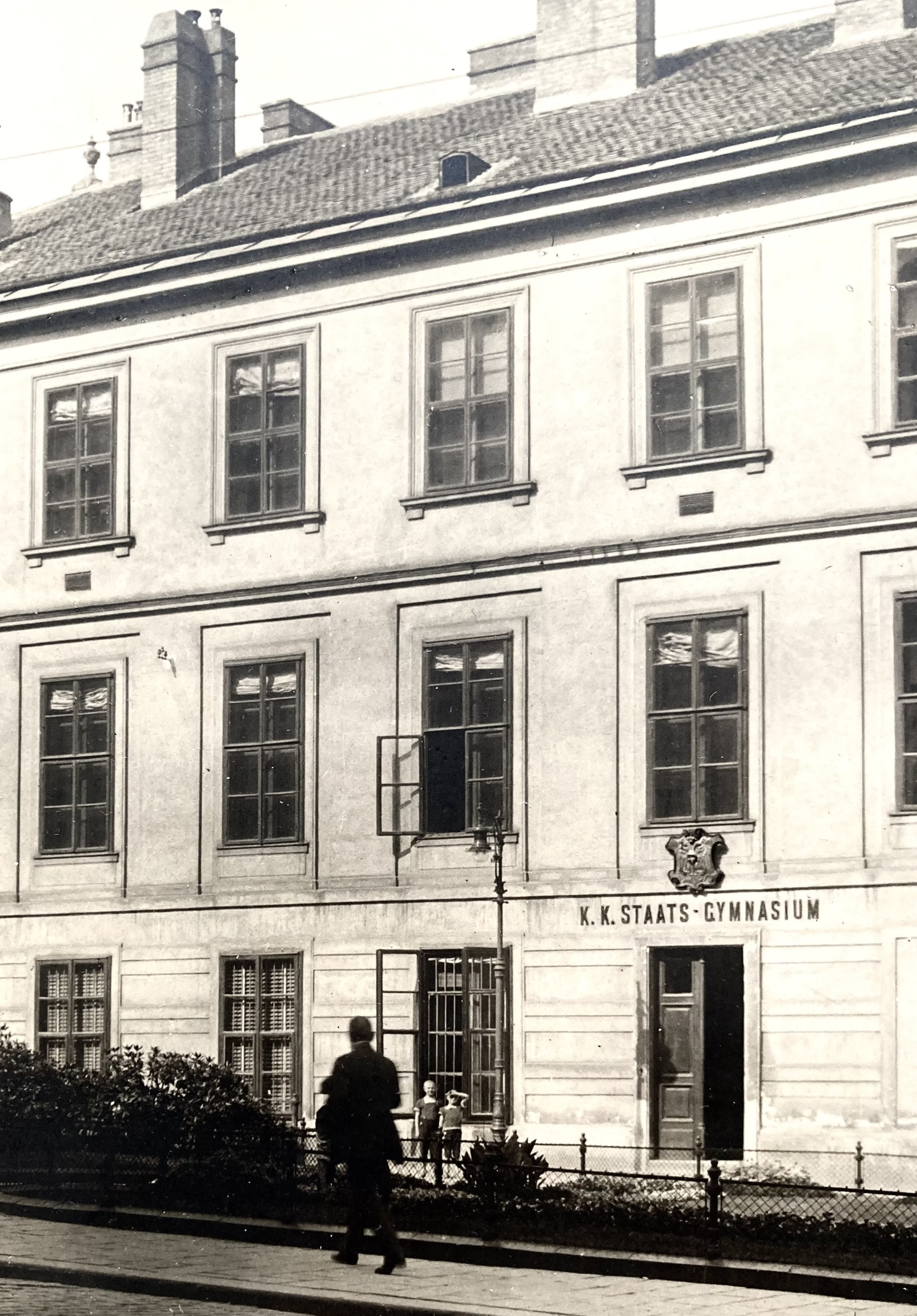
K.k. Staats-Gymnasium, Detail Schuleingang an der Westfassade im Jahr 1900
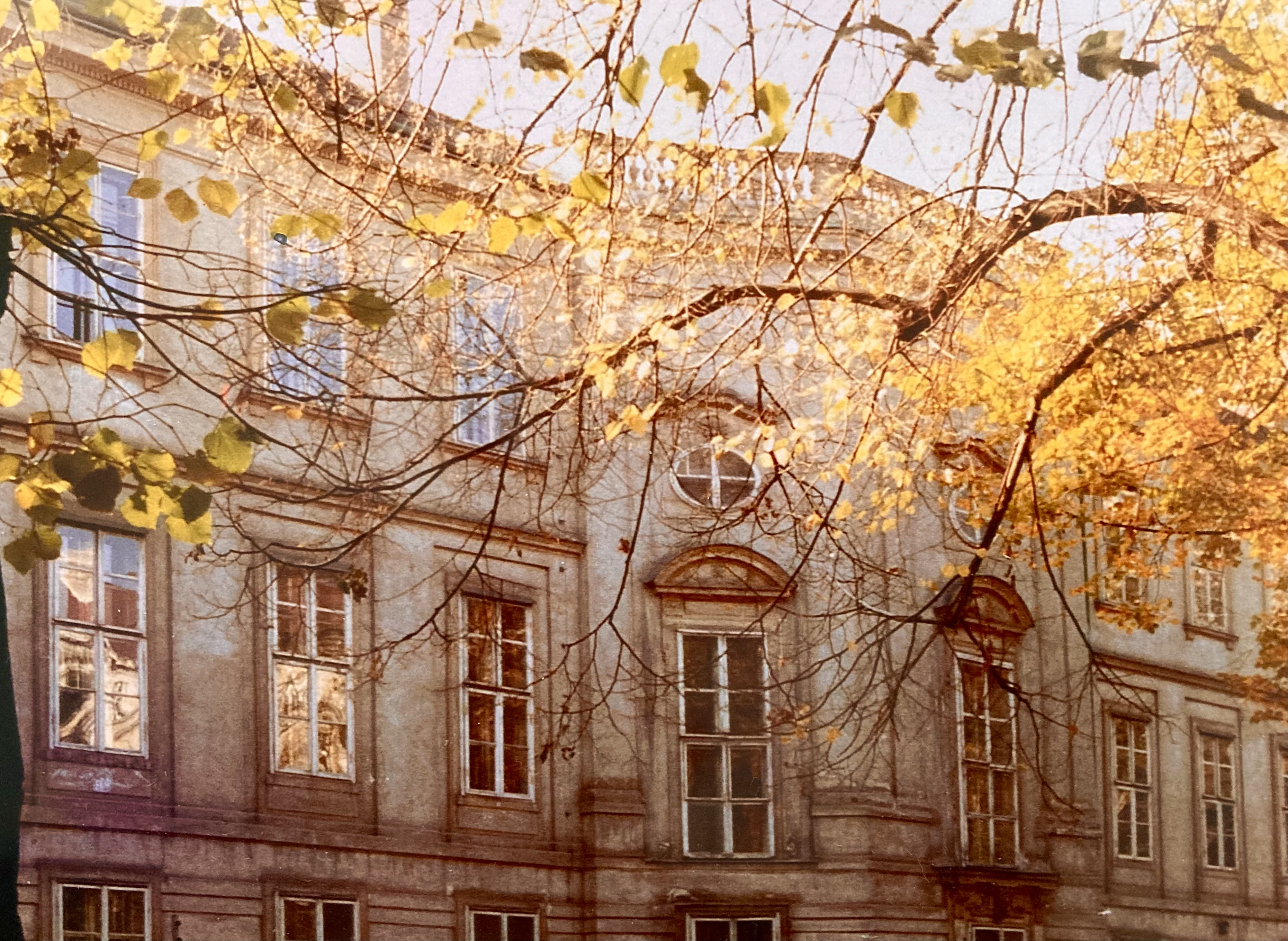
Ostfassade des Mariahilfer Gymnasiums mit barockem Mittelrisalit (Detail), wenige Tage vor Beginn der Abbrucharbeiten, Herbst 1970
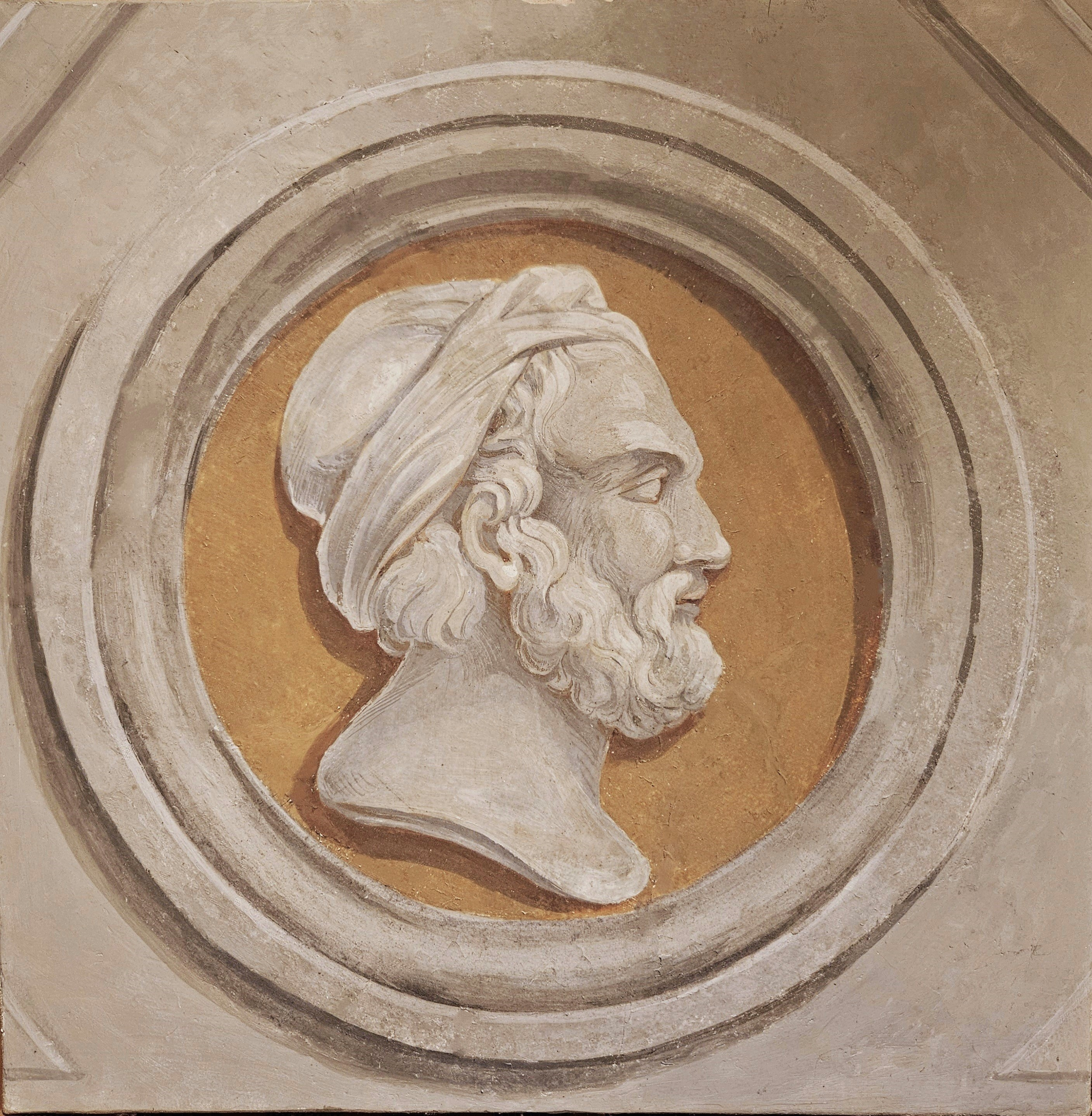
Ein äußeres Götterporträt aus dem „Spiegel“ des Deckenfreskos Der Olymp, Antonio Marini 1820 (Foto: 1970)
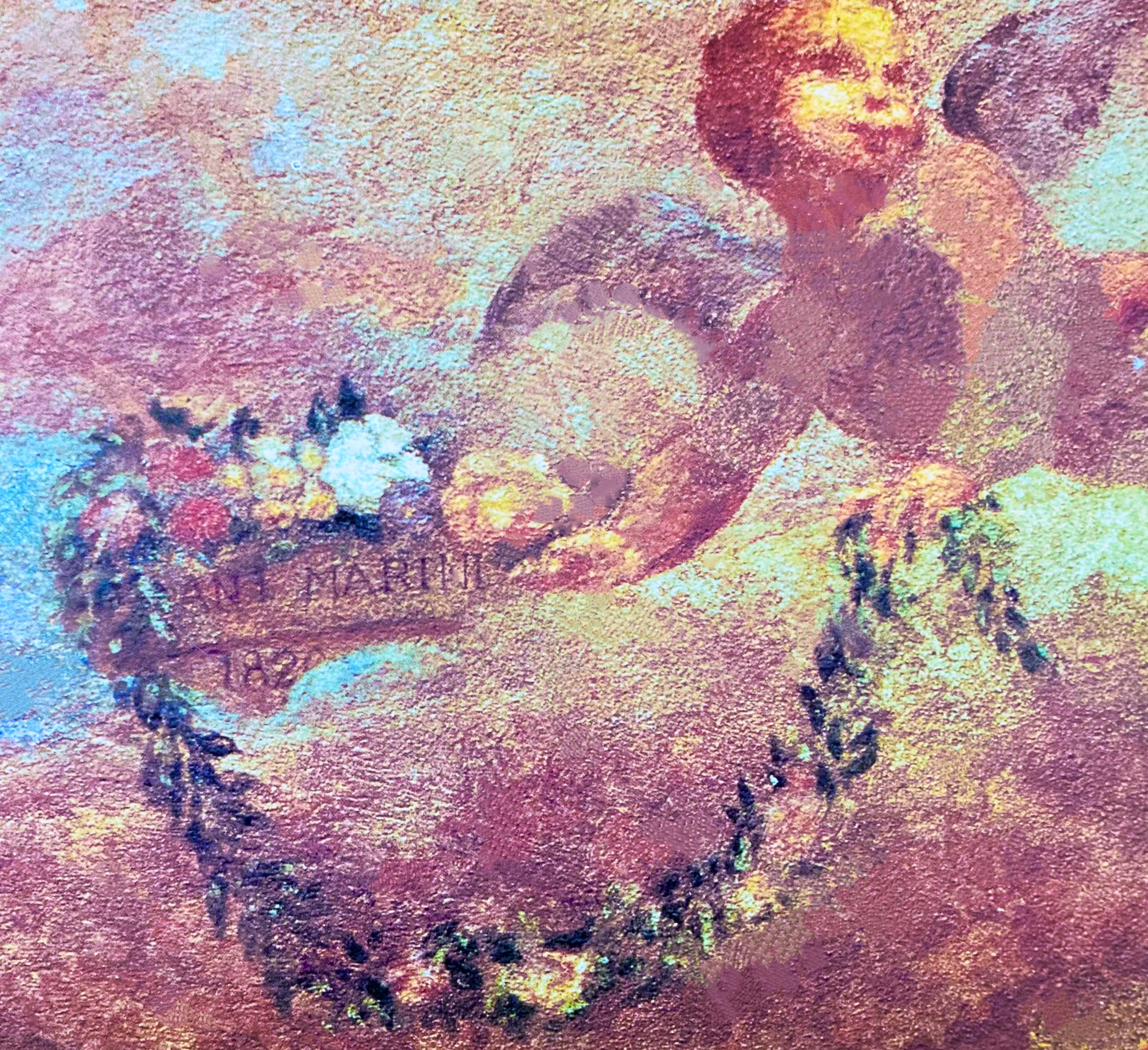
Putto und Signatur Ant. Marini 1820, Ausschnitt aus dem Deckenfresko Der Olymp (Foto: 1970)
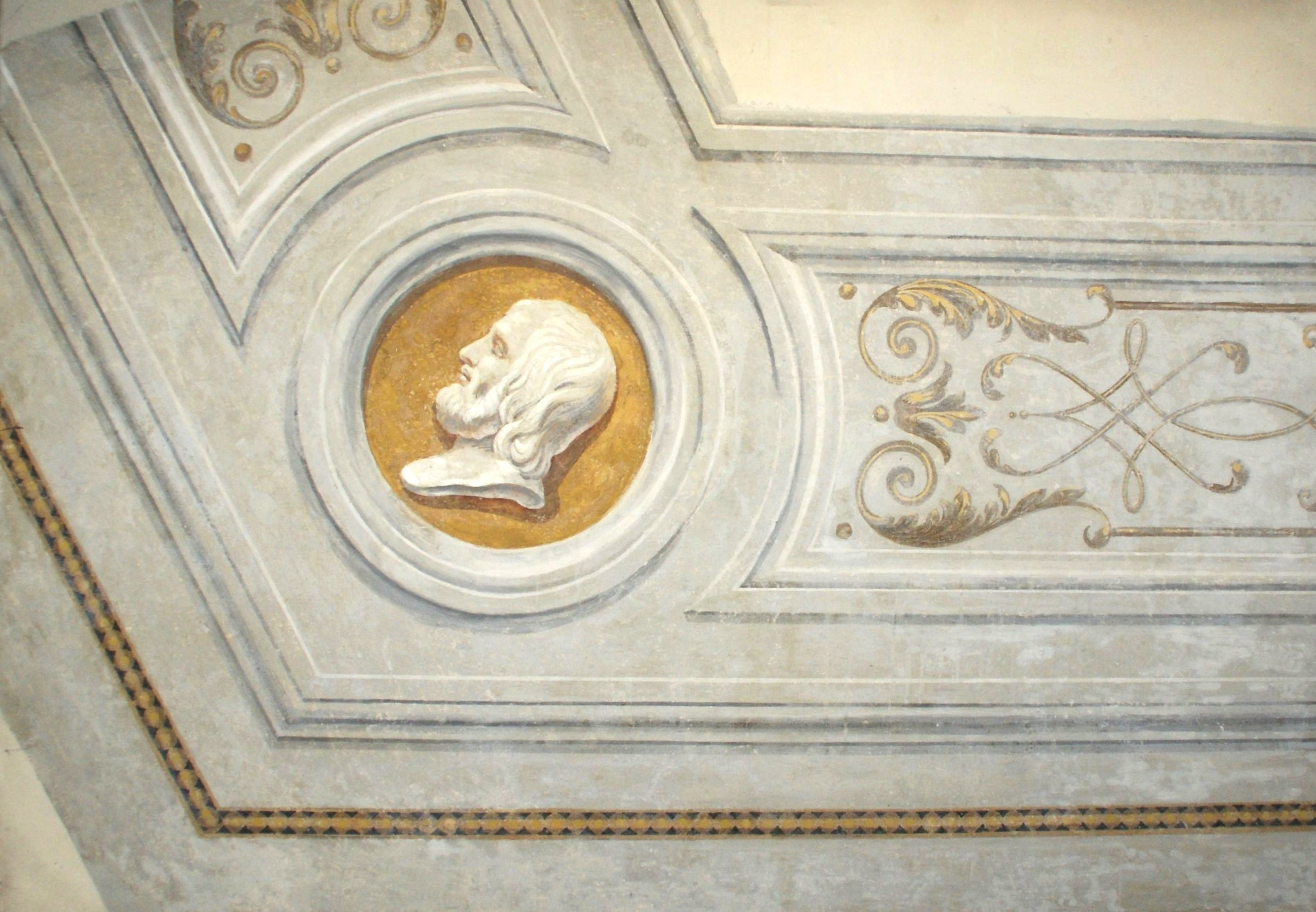
Eines der 10 Götterporträts aus dem „Spiegel“ des Deckenfreskos Der Olymp Antonio Marini 1820, (jetzt im Bezirksmuseum Mariahilf)
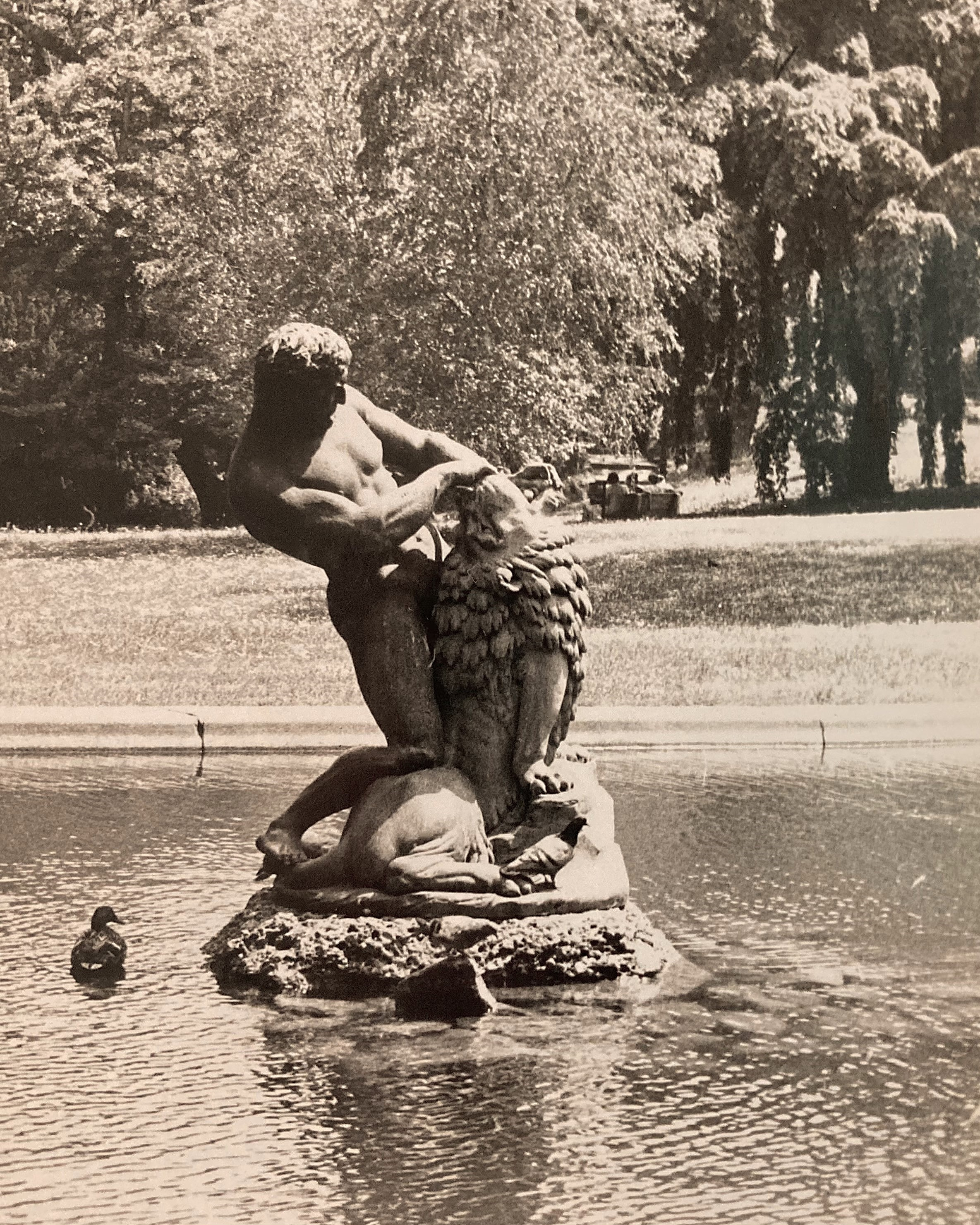
Herakles bezwingt den Nemeischen Löwen, Brunnengruppe: Herakles (Bronze), Löwe (Stein), seit 1948 im Teich des Burggartens Wien (Foto: 1971)
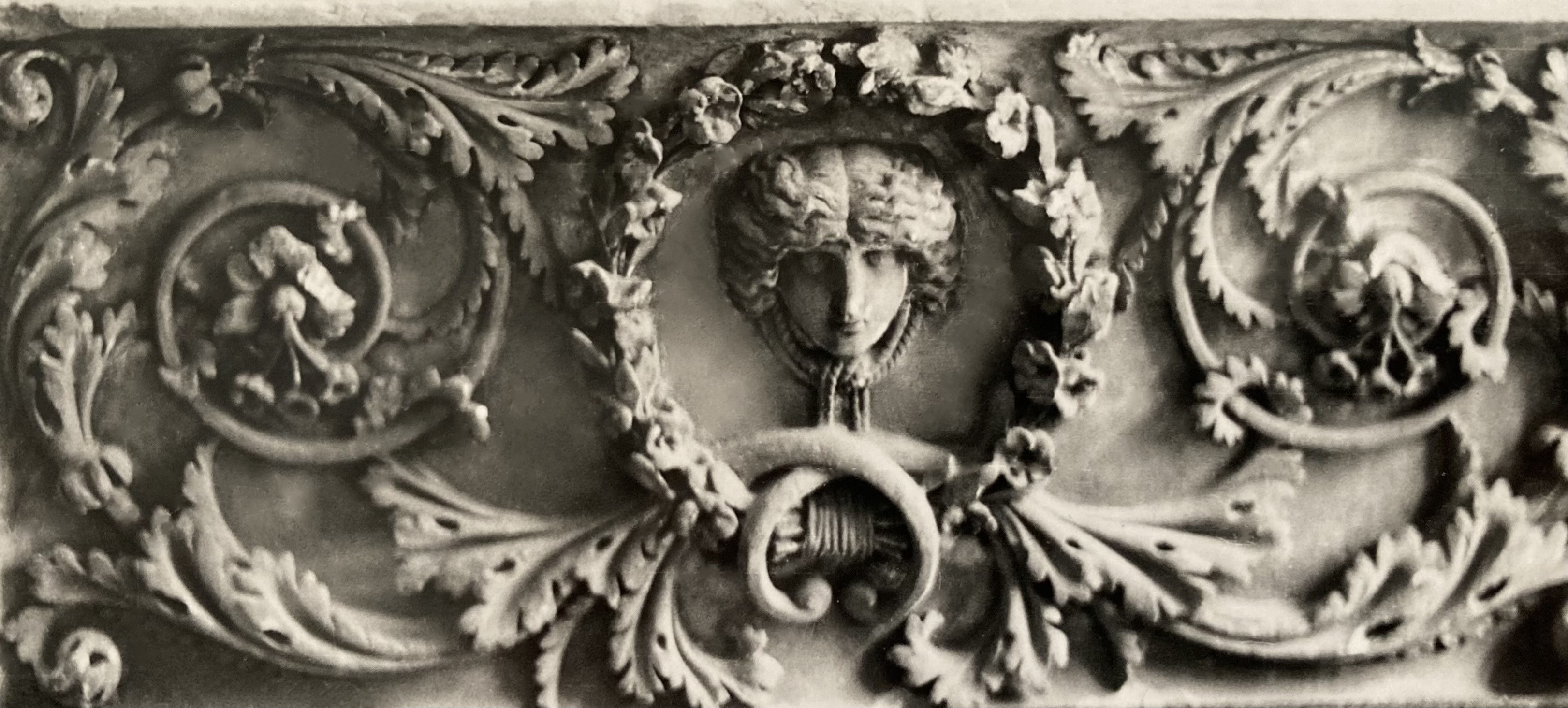
Ein Parapet, der Westfassade des Palais Kaunitz-Esterházy, Wien/Mariahilf, um 1780
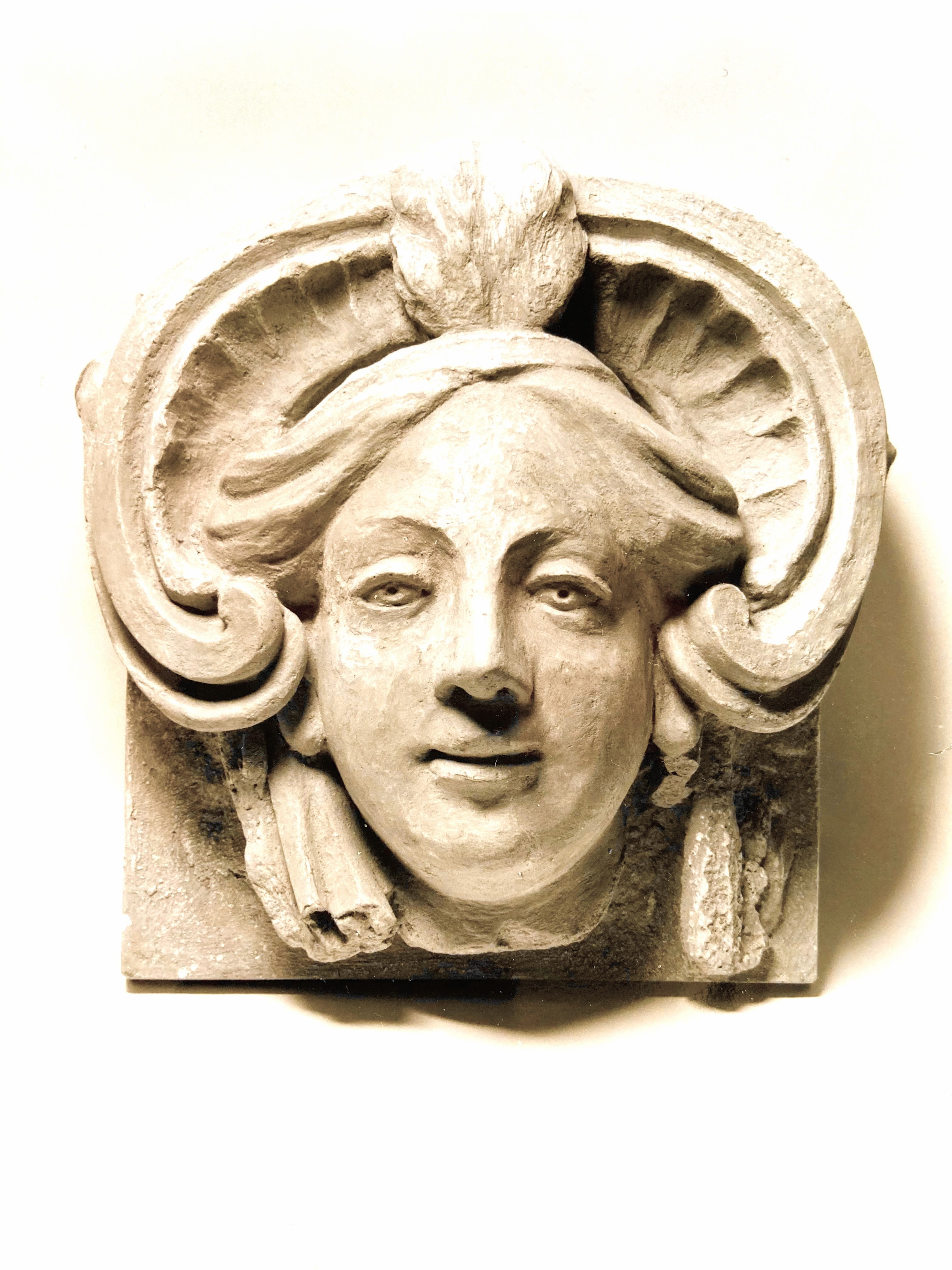
Kopf des gartenseitigen Hauptportals aus dem Bauschutt geborgen, nach Restaurierung

## Gegenwart
Das Amerlinggymnasium beherbergt aktuell ca. 600 Schülerinnen und Schüler mit einem 70-köpfigen Lehrkörper. Die Schule bietet einen gymnasialen Zweig sowie ein wirtschaftskundliches Realgymnasium an. Besonderheit des Schulprofils ist die modulare Oberstufe, bei welcher die Schülerinnen und Schüler ab der 10. Schulstufe ein semestriertes Schuljahr durchlaufen, das kein Jahreszeugnis mehr kennt und die zu absolvierenden Gegenstände in Pflichtmodule gliedert. Dieses System bietet den Lernenden zudem ein reichhaltiges Angebot an frei auszusuchenden Wahlmodulen. Zu einem Antritt der Reifeprüfung müssen alle Module positiv abgeschlossen sein.
Als eine der wenigen innerstädtischen Schulen verfügt das Amerlinggymnasium seit 1948 über ein großzügiges Außengelände mit einem schuleigenen Sportplatz.

## Direktoren
- 1864–1872: Benedikt Kopezky
- 1872–1893: Erasmus Schwab
- 1893–1897: Josef Steiner
- 1897–1910: Viktor Thumser
- 1910–1918: Gustav Ficker
- 1920–1925: Emil Schreiber
- 1925–1938: Leo Lenz
- 1938–1945: Anton Strebinger
- 1945–1948: Rudolf Kuppe
- 1948–1958: Friedrich Wotke
- 1959–1976: Wilhelm Morawietz

## Absolventen (Auswahl)
- Karl Mras
- Anton Kisa
- Emil Ertl
- Carl Moritz Cammerloher
- Hermann Heller
- Peter Kempny
- Christoph Matznetter
- Karl Korinek
- Michael Bukowsky
- Heinz P. Adamek
- Marianne Gruber
- Markus Schleinzer
- Karl Nehammer
- Dieter Michael Grohmann

## Schriften
- Erasmus Schwab, Das Schulhaus des Mariahilfer Communal-Real- und Obergymnasiums in seiner neuen Gestalt, 16. Jahresbericht, Schuljahr 1880, Seite I – XX
- Schulprogramme des K. K. Staatsgymnasiums im VI. Bezirke von Wien, 1897–1915 Digitalisat